# Kent-Group-Nationalpark
Der Kent-Group-Nationalpark liegt in der Bass-Straße zwischen Australien und Tasmanien. Er umfasst die Inseln und Felsen der Kent-Gruppe und der Judgement Rocks nebst dem sie umgebenden Meeresgebiet.
Der Nationalpark wurde 2001 gegründet, seine Fläche ist 312 km² groß. Eine Zone von drei Seemeilen um die Inseln sind ebenfalls geschützt.

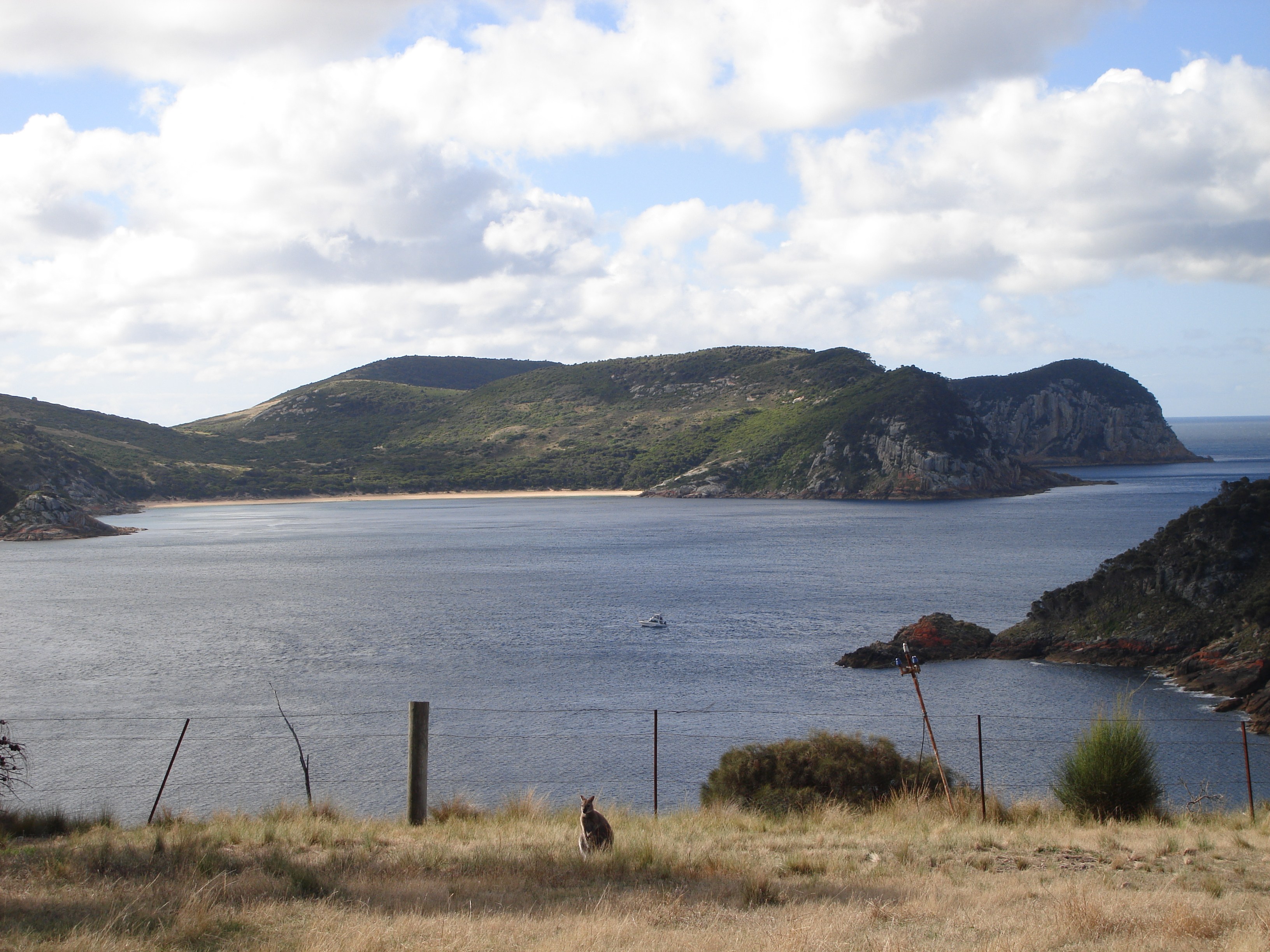
Ein Wallaby auf Deal Island

Auf den Inseln leben zahlreiche Meeresvögel, zudem Hühnergänse, Bennett-Wallabys, Kaninchenkängurus, Kusus und Skinke. Die Gewässer um die Insel sind äußerst fischreich. Bei den Judgement Rocks lebt die größte Kolonie von Seebären Tasmaniens.
Im Gegensatz zu den größeren Nachbarinseln ist Dover Island noch stark bewaldet. Da auf dieser Insel nie Vieh gehalten wurde, konnte sie ihre ursprüngliche Vegetation bewahren.
Besucher können im Nationalpark wandern, das Museum auf Deal Island besuchen, die Natur beobachten, fischen, schwimmen und tauchen, zum Beispiel zu gesunkenen Schiffswracks. Alle Besucher des Nationalparks müssen sich selber versorgen – es gibt keine Einrichtungen. Auf Deal Island leben ganzjährig einige Freiwillige, die den Nationalpark betreuen.